# Port lotniczy Rumjatar
Port lotniczy Rumjatar – krajowy port lotniczy położony w Rumjatar, w Nepalu.